# OSSA

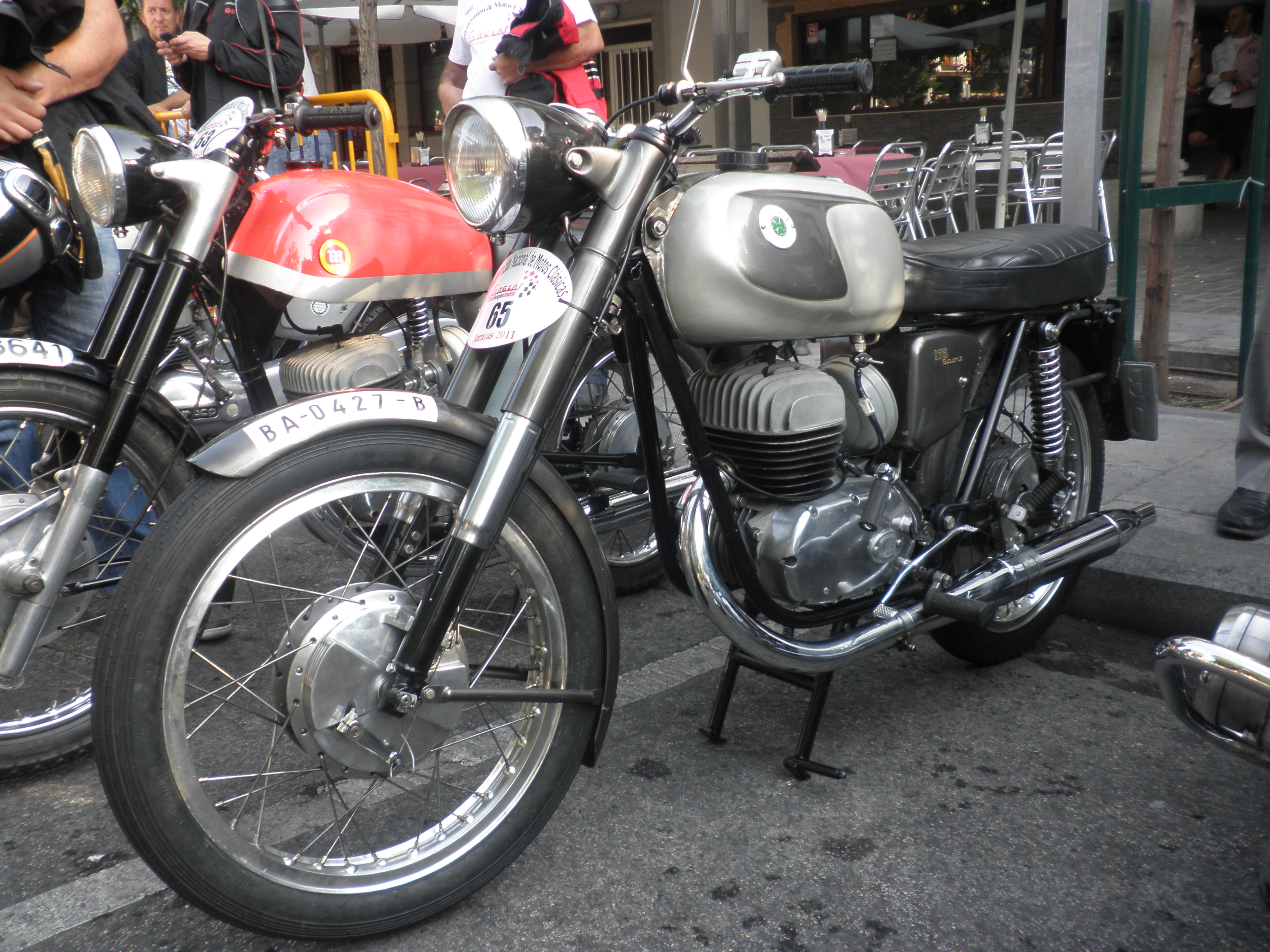
Ossa 175 Sport de 1968

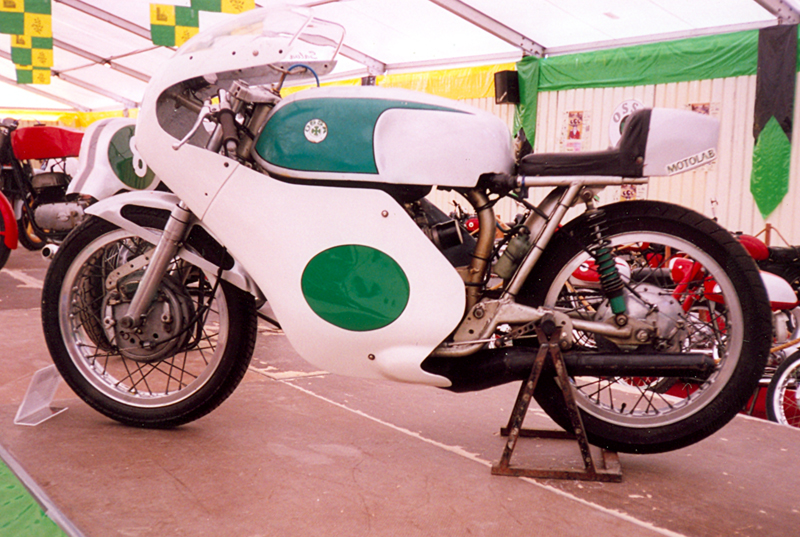
250 GP de competición, finales años 70

OSSA (Orpheo Sincronic Sociedad Anónima) fue una marca española de motocicletas fundada en 1948 por la familia Giró. Inicialmente se fundó en 1928 como empresa dedicada primordialmente a la fabricación y venta de proyectores de cine de 35 mm, llegando a tener en España una amplia cuota del mercado (en esa actividad estuvieron aún muchos años después, conjuntamente con la fabricación de motocicletas).
Durante las décadas de los 50 y 60 vivió su época dorada, en la que se estableció como uno de los principales fabricantes de motocicletas en España. Entre finales de los 60 y principios de los 70 tuvo una actividad deportiva relevante en competiciones internacionales de velocidad, enduro y trial. Su primera etapa duró hasta 1984, año en que la empresa echó el cierre por problemas económicos. 
En 2008, la marca fue refundada por Gurt y Jordi Cuxart. Este segundo periplo, centrado en la fabricación de motocicletas de trial, sería breve, tras un intento de salvar la empresa con un acuerdo de fusión con  Gas Gas en 2014, las dificultades financieras de esta acabarían provocando su segunda desaparición poco tiempo después.

## Historia

### Fundación y crecimiento de la marca
El nombre responde al acrónimo de Orpheo Sincronic Sociedad Anónima, que era el nombre de una compañía que en los años 20 del siglo XX empezó a fabricar proyectores cinematográficos y motores fuera borda diseñados por Ricardo Soriano.
En 1949 la empresa empezó a producir motocicletas con un gran éxito. Su primera moto fue la 125 A, una 2T de 125 cm³, algo muy común entre los fabricantes españoles de la época. Este modelo aportaba innovaciones como la horquilla telescópica (no hidráulica) y una suspensión trasera de tipo oscilante, amortiguada por tensores de goma. La 125 A se vendió mucho entre 1949 y 1952, lo cual permitió encarar inversiones destinadas al desarrollo de nuevos modelos. La gama se completaba con la Ossa Motopedal 50 B, un ciclomotor que tuvo una buena aceptación. En ese periodo, la empresa hizo sus primeros pinitos en la competición. En ese sentido, destaca su  participación en los ISDT en Austria en 1952.  
En 1957, apareció la 125 B, evolución natural de la 125 A,  con cuadro de chapa estampada y suspensión oscilante con amortiguadores traseros hidráulicos (al igual que la horquilla delantera telescópica). El motor seguía siendo el mismo, pero pasaba de 5 CV a 4500 rpm, a 6,5 CV a 5000 rpm, que le servían para alcanzar 90 km/h. La última evolución de esta mecánica fue la 125 C, un modelo más económico, aparecida en 1960. Su chasis era de tubos, el motor rendía 6 CV a 5000 rpm y alcanzaba 80 km/h. En 1961, aparecería la 125 C2 con algunos retoques estéticos.
En 1960, la compañía lanzó la 175 GT, su única moto con motor de 4 tiempos, de origen Morini. Ossa declaraba 12 CV de potencia. Su peso era de 100 kg y alcanzaba 120 km/h. Se mantuvo en producción hasta 1963. 
.

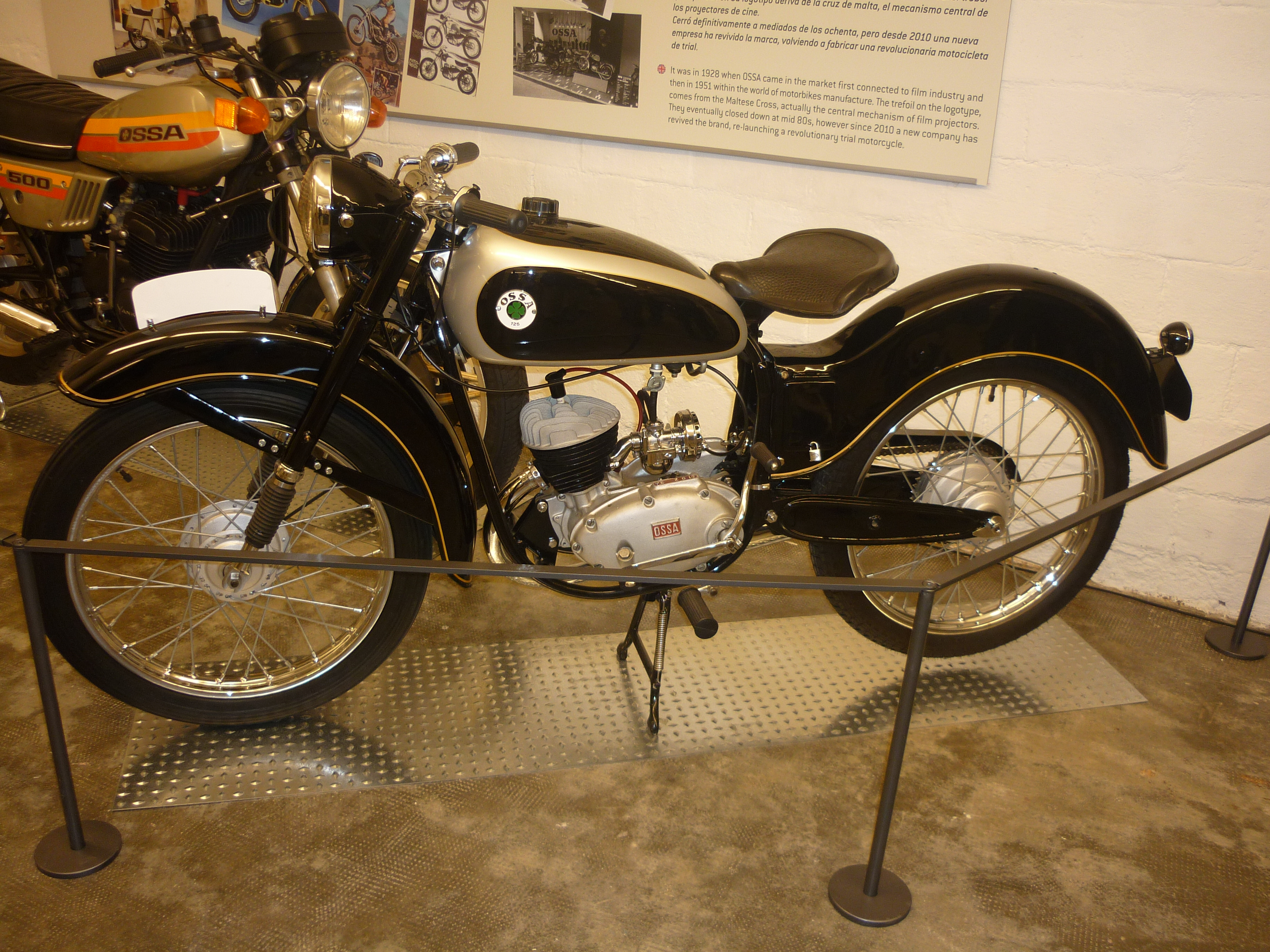
Ossa 125A de 1951
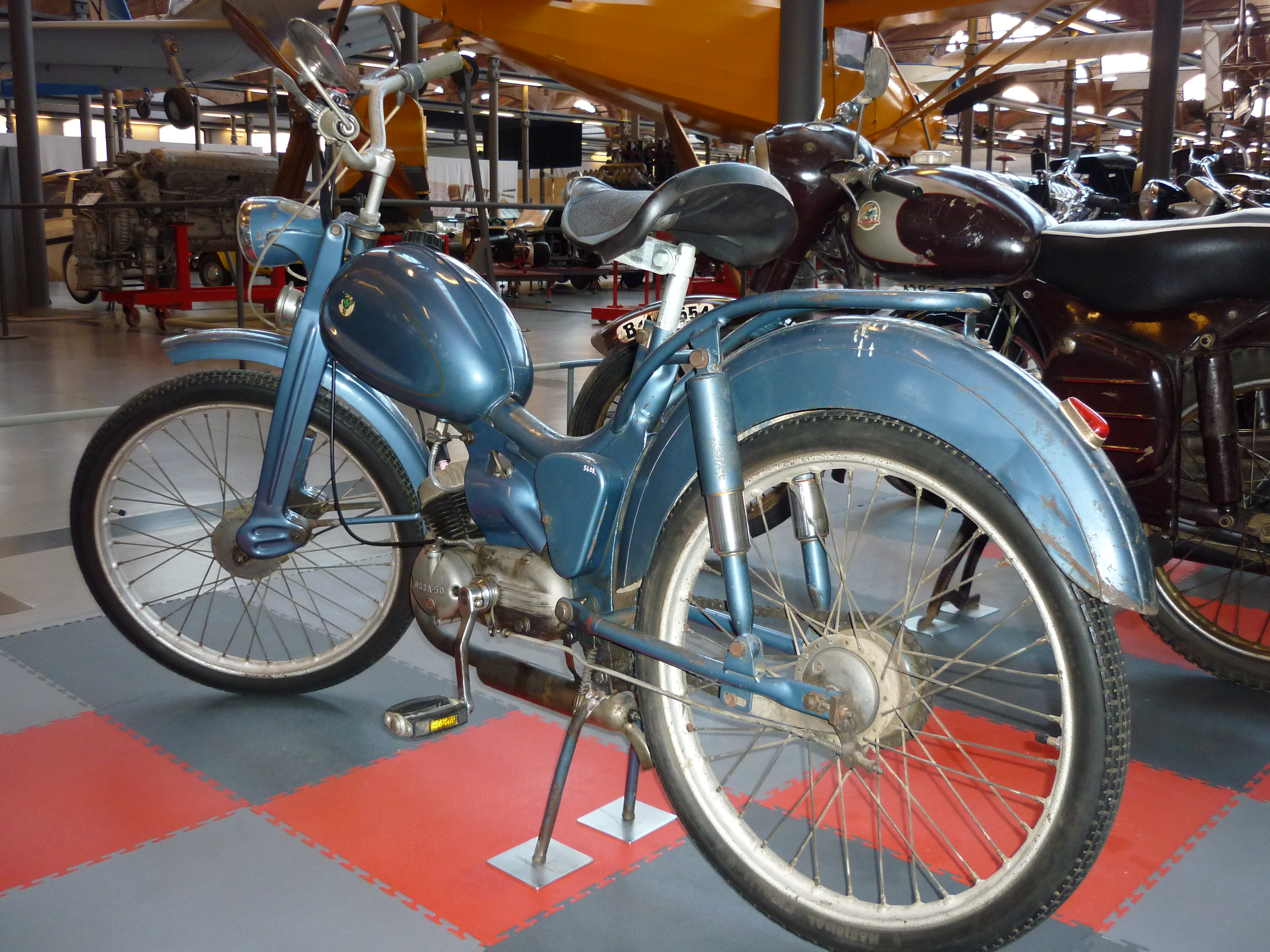
Ossita 50
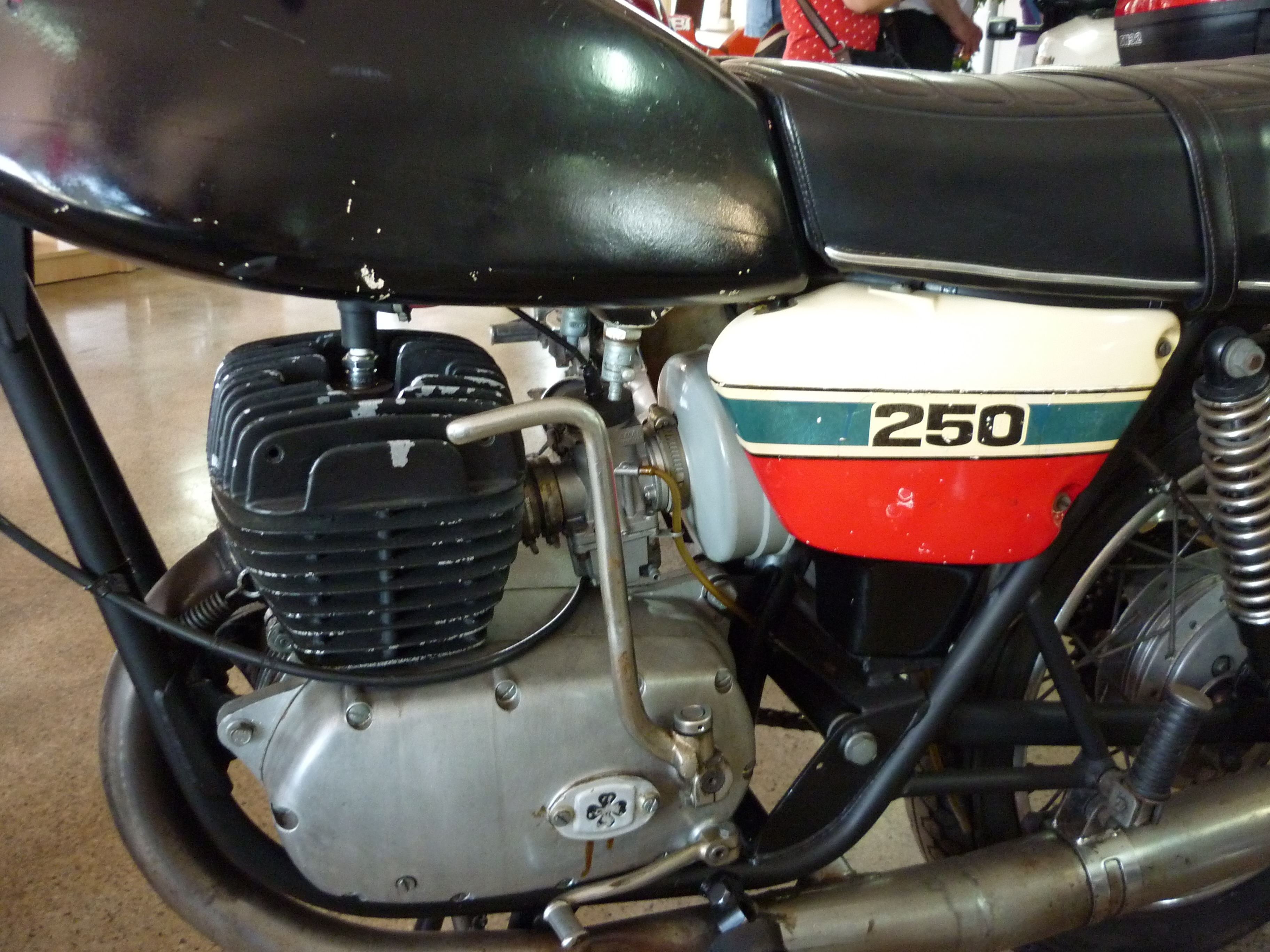
Monobloque Ossa 250 cm³

### Nuevo motor desarrollado por Sandro Colombo
En 1963, se presentó un nuevo motor de 160 cm³, que marcaría un hito en la historia de la marca. En su primera configuración rendía 10,3 CV a 5750 rpm y se montó en la 160 —posteriormente se emplearía en la 160 GT y la 160 GT—. Este motor fue desarrollado por ingeniero Sandro Colombo, proveniente del departamento de carreras de Gilera, quien había llegado a Ossa en 1954. Su proceso de gestación fue bastante largo. Se trataba de un 2  tiempos monobloque de líneas muy limpias, un tanto más cuadradas que las de sus competidores Montesa y Bultaco, cilindro ligeramente inclinado y embrague multidisco en baño de aceite. La mecánica sería la base de todos los modelos futuros hasta la desaparición de la marca en 1984.
A comienzos de los 60, la industria de la motocicleta había entrado en crisis  debido a la competencia de los automóviles utilitarios que estaban siendo lanzados, como era el caso del Seat 600. La respuesta de las marcas de motos fue diversificar su gama y no limitarse a las motos puramente funcionales. En aquel tiempo entró a trabajar el ingeniero industrial Eduardo Giró, hijo del dueño de la empresa. El departamento de desarrollo gozaba de completa autonomía. En ese ambiente, Giró entendió que era necesario dar un toque deportivo a los modelos potenciando los motores para hacer frente a la competencia de Bultaco y Montesa. Así nació en 1963 la 175 Sport y en 1964 la 175 SE. Ambas se venderían muy bien.
Fruto de esta escalada de potencia, en 1966 saldrían la 230 Sport, de 24 CV, y la 230 MC, de 22 CV.
En 1967, nació la Ossita 50, un ciclomotor que montaba un motor Ducati fabricado en la factoría de Mototrans, en Barcelona. 
En la década de los 70, Ossa centró una buena parte de su actividad en las motos de campo destinadas a la exportación a Europa y, especialmente, EE. UU. Además, comenzó a crecer la demanda de este tipo de monturas en España.  

### La exportación
Otra vía para la diversificación de la gama fue introducirse en las motos de campo. A mediados de los 60 empezaron a aparecer prototipos de motocross, enduro y trial basados en un motor de 230 cm³. El objetivo de estos desarrollos era la exportación, más concretamente el mercado de los EE. UU., donde se organizaban muchas competiciones de enduro y cross, además de carreras en el desierto. En 1967 se presentaron la 230 Enduro, la Pluma 230 (trial) y la Scrambler 230 (motocross).  

### Proyecto Yankee
A finales de los 60, la empresa estadounidense Yankee Motors inició un proyecto para fabricar motocicletas de enduro, una modalidad muy apreciada en los EE. UU. Para evitar que los costes de desarrollo se disparasen, encargaron el motor a Ossa. Yankee necesitaba un motor grande para competir en el desierto, así que Eduardo Giró, ingeniero del departamento técnico Ossa, desarrolló un bicilíndrico de cárter central de 460 cm³ a partir del motor de 230 cm³ de 2T que fabricaba la firma barcelonesa. En 1969 comenzaron a suministrarse a los norteamericanos los primeros motores. Estos tenían una respuesta muy brusca que hacía patinar la rueda en las arrancadas. Giró trabajó entonces en la configuración del motor para lograr una mejor tracción. En 1971, se lanzó la Yankee Z 500 Sin embargo, las Yankee no llegaron a tener una buena acogida en el mercado estadounidense —solo se produjeron 760 ejemplares— y, tras un sinfín de vicisitudes, la producción finalizó en 1973. 

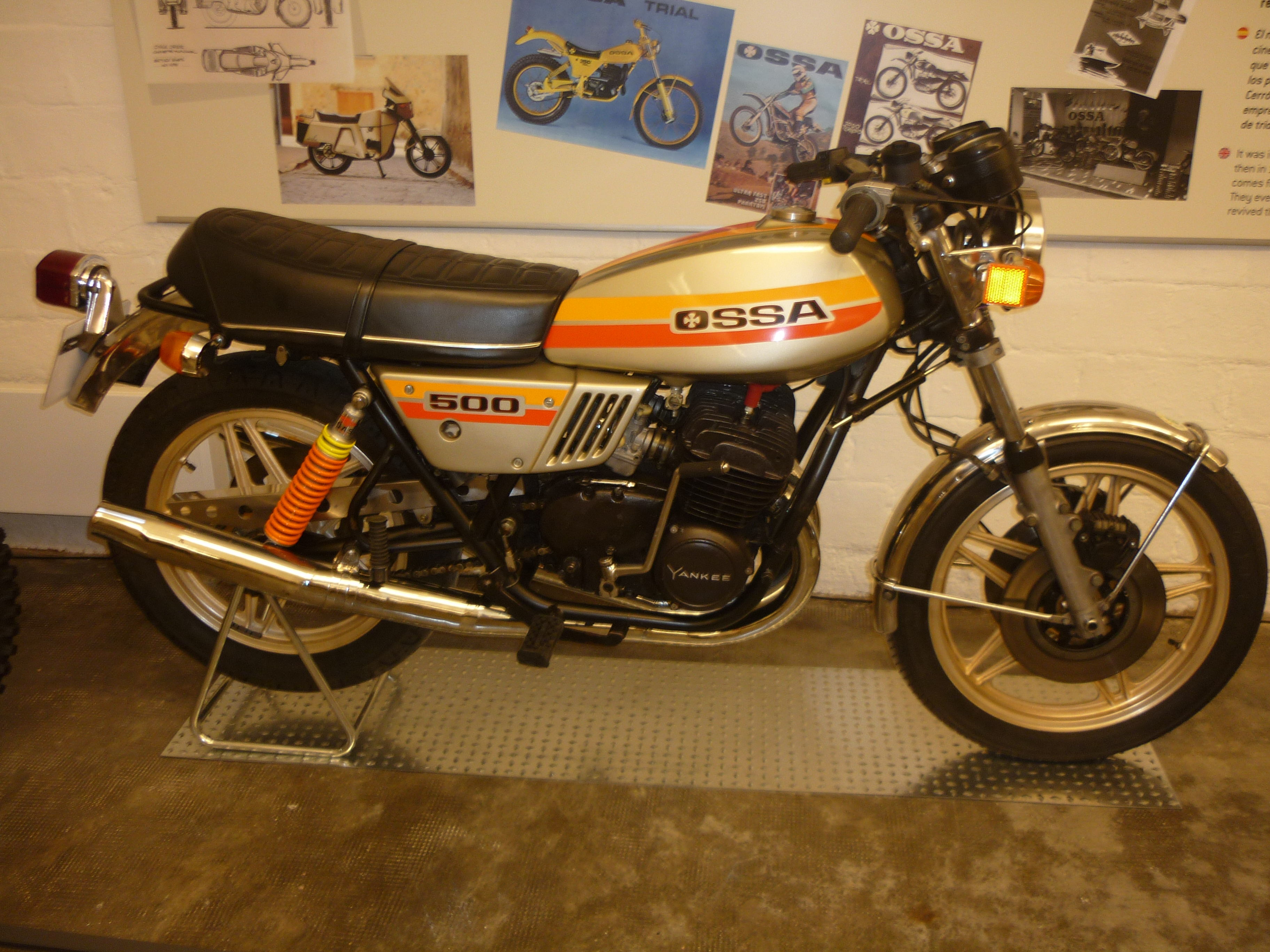
Ossa Yankee 500

Después del fiasco, para rentabilizar la inversión, en Ossa comenzaron a pensar en hacer un modelo de carretera con el motor que habían desarrollado para Yankee Motors. Ossa realizó un prototipo que fue exhibido en sucesivos salones de la motocicleta. El modelo causó una gran impresión y se creó una enorme expectación en torno a su posible comercialización. El problema radicaba en que no podían usar ese motor porque Yankee Motors se había garantizado su exclusividad por contrato. Los estadounidenses habían perdido interés en la Z porque los japoneses ya vendían a precios más baratos. La salida que ofrecían era pagar sólo después de vender las motos, algo a lo que los barceloneses no estaban dispuestos.  Finalmente, una vez resueltos los problemas contractuales, en diciembre de 1976 se lanzó la Yankee 500, uno de los modelos más rápidos de la época. La moto tenía una apariencia moderna y deportiva. Además, venía equipada con llantas de aleación, frenos de disco, faro halógeno y engrase separado —daría muchos problemas, muchos de sus dueños acabarían eliminándolo— Sin embargo, diversos problemas de fiabilidad y la delicada situación financiera de Ossa precipitaron el final de la producción en 1978. Según Giró, la Yankee podría haber sido la tabla de salvación de Ossa de haber aparecido antes. A comienzos de los '70, las japonesas eran todavía muy pesadas y había demanda para máquinas deportivas más ligeras, justamente como la Yankee 500. El modelo llegó tarde y sus problemas de juventud no pudieron solventarse en una segunda edición porque la situación financiera de la empresa en 1978 era crítica. 

### Años 70
En la década de los 70, Ossa centró una buena parte de su actividad en las motos de campo destinadas a la exportación a Europa y, especialmente, EE. UU. Además, comenzó a crecer la demanda de este tipo de monturas en España. Eso no impidió que se siguiesen comercializando modelos tradicionales como la 160 T2 —se fabricaron 3000 entre 1969 y 1963—y la 250 Sport para el mercado nacional. 
En 1970, salieron la 250 Pioneer (TT) y la Pluma 250 (trial). En 1971, orientada al mercado norteamericano, apareció un modelo la Dirt track de 250 cm³.  
En 1973 llegó la 250 MAR (Mick Andrews Réplica) y la Explorer 250, una trialera pensada para las excursiones. La gama de completó en 1974 con la presentación de la Phantom 250 (cross) y Desert 250 (enduro). Asimismo, para EE. UU. se comercializó una Phanton Dirt Track 175. En 1975, la Super Pioneer 250 sustituye a la Enduro.  
A mediados de los 70, la disminución de ventas en los EE. UU. obligó a Ossa a repensar su estrategia comercial, orientada a partir de ese momento al mercado nacional. En ese sentido, en 1975 se presentó la Ossa 250 T, un modelo de orientación deportiva que tendría éxito comercial y que serviría de base para campeonatos de promoción.  
En 1976, llegaron la Explorer 350 y la Yankee 500, un ambicioso proyecto que destacaba por su potencia y ligereza, pero que tuvo una carrera comercial breve, hasta 1978, debido a las dificultades financieras de Ossa.  

## Competición

### Velocidad
En 1966, Eduardo Giró aprovechó un ejercicio técnico —una 400 destinada al mercado norteamericano—  para comenzar el desarrollo de prototipo basado un monocilíndrico con admisión de válvula rotativa de 230 cm³, el cual auguraba 150 CV/l de potencia específica. Se montó sobre el bastidor de doble cuna de una 230. Este primer prototipo, con embrague en baño de aceite y sin eje intermedio en la transmisión, quedó listo a principios de 1967 y Santiago Herrero consiguió el Campeonato de España con él. Como los resultados eran prometedores, Giró decidió construir un chasis monocasco en chapa de magnesio —conseguida por el importador norteamericano, en la época no se conseguía en España— para ganar ligereza. Se evolucionó el motor instalando embrague en seco y eje intermedio en la transmisión. Los primeros resultados fueron muy prometedores. Herrero logró que Ossa le cediera una moto para participar en el Mundial de Velocidad de 1968; la fábrica descartó el apoyo económico, el piloto tenía que sufragar los gastos. Herrero acabaría logrando el 7.º puesto en el Campeonato, un resultado muy bueno si tenemos en cuenta las condiciones.
En 1969, después del éxito del año anterior, Ossa se animó a participar oficialmente en el Mundial con el objetivo de ganarlo. Herrero lograría ganar tres carreras y acabar 3.º en la clasificación general. En 1970, con la misma mecánica del año anterior, Herrero comenzó muy bien la temporada, con un 2.º puesto en Le Mans y una victoria en Opatija. Sin embargo, un desgraciado accidente le causó la muerte en la 4.º prueba, el Tourist Trophy en la Isla de Man, a la que llegaba como líder. Aquello fue un mazazo para Ossa, que decidió retirarse de la velocidad y centrarse en otras disciplinas. El abandono conllevó la paralización de la evolución del motor. Se estaba trabajando con un motor refrigerado por agua que se iba a usar en el Mundial de 1971. Herrero ya había hecho sus primeros ensayos con el motor de agua y Carlos Giró, otro piloto del equipo, ya lo llevaba en su moto desde el inicio del Campeonato de 1970 con el objeto de optimizar su puesta a punto.  

### Trial y motocross

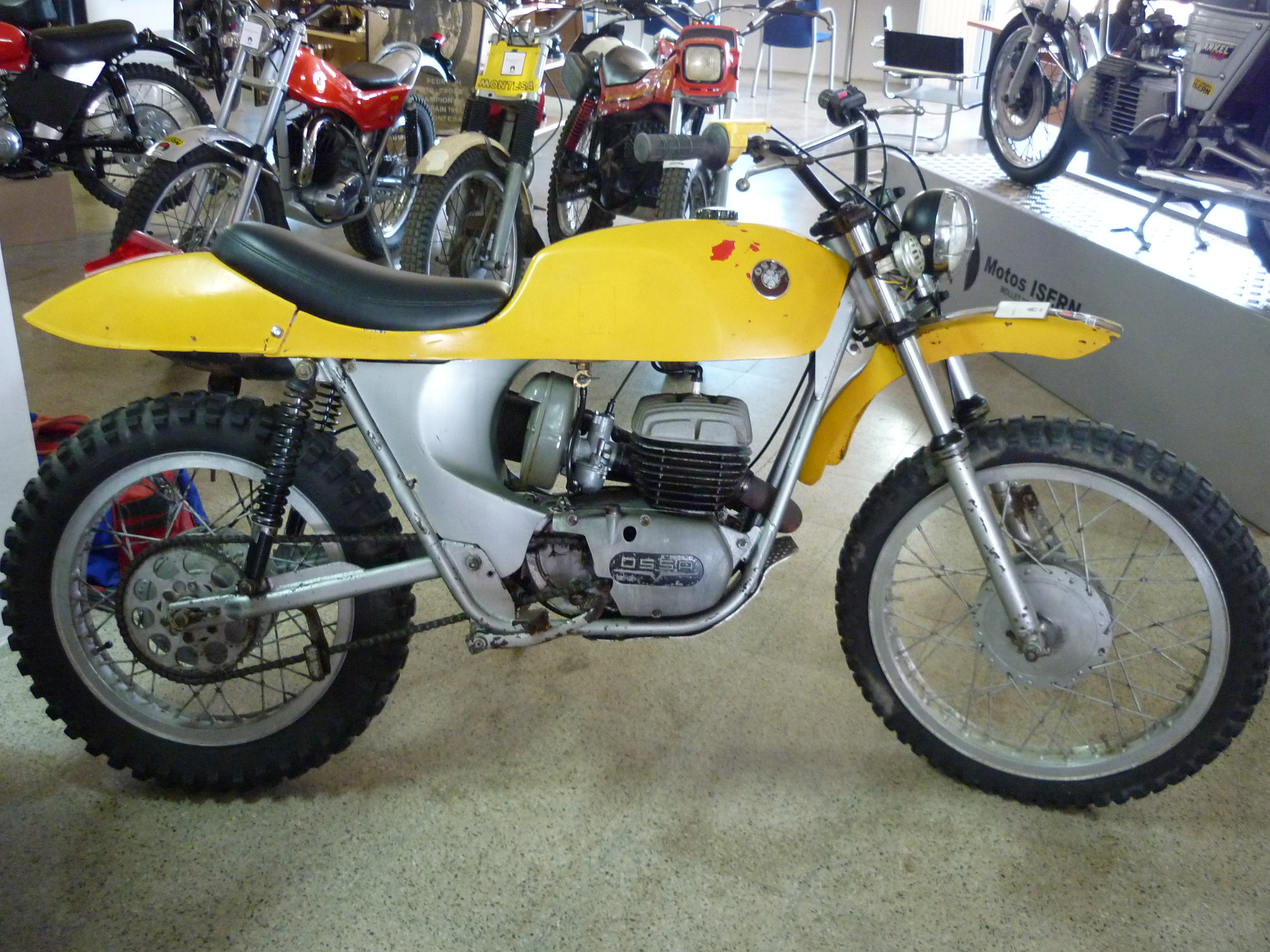
Enduro de 1970

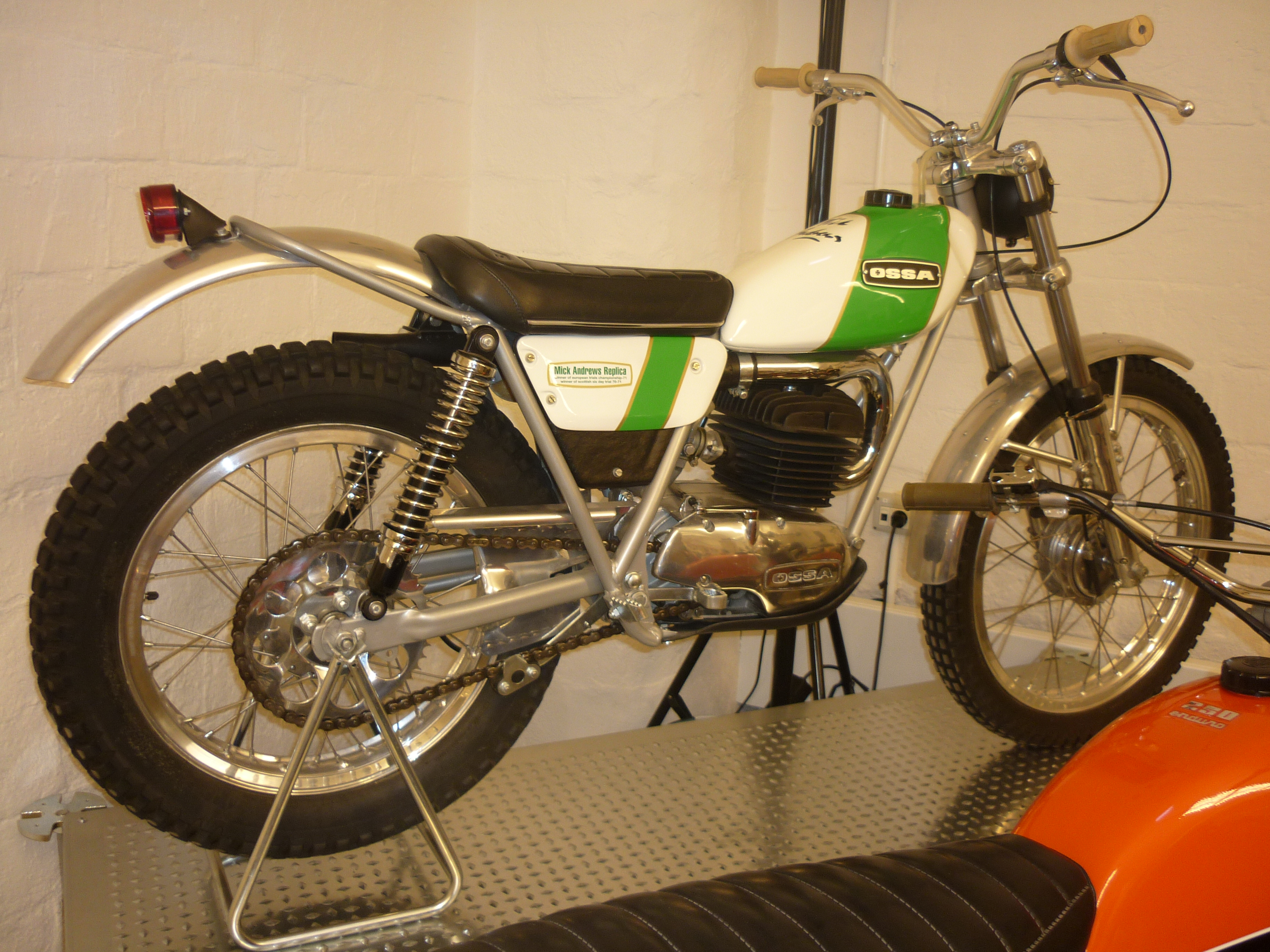
Ossa Mick Andrews Replica 250cc, 1972

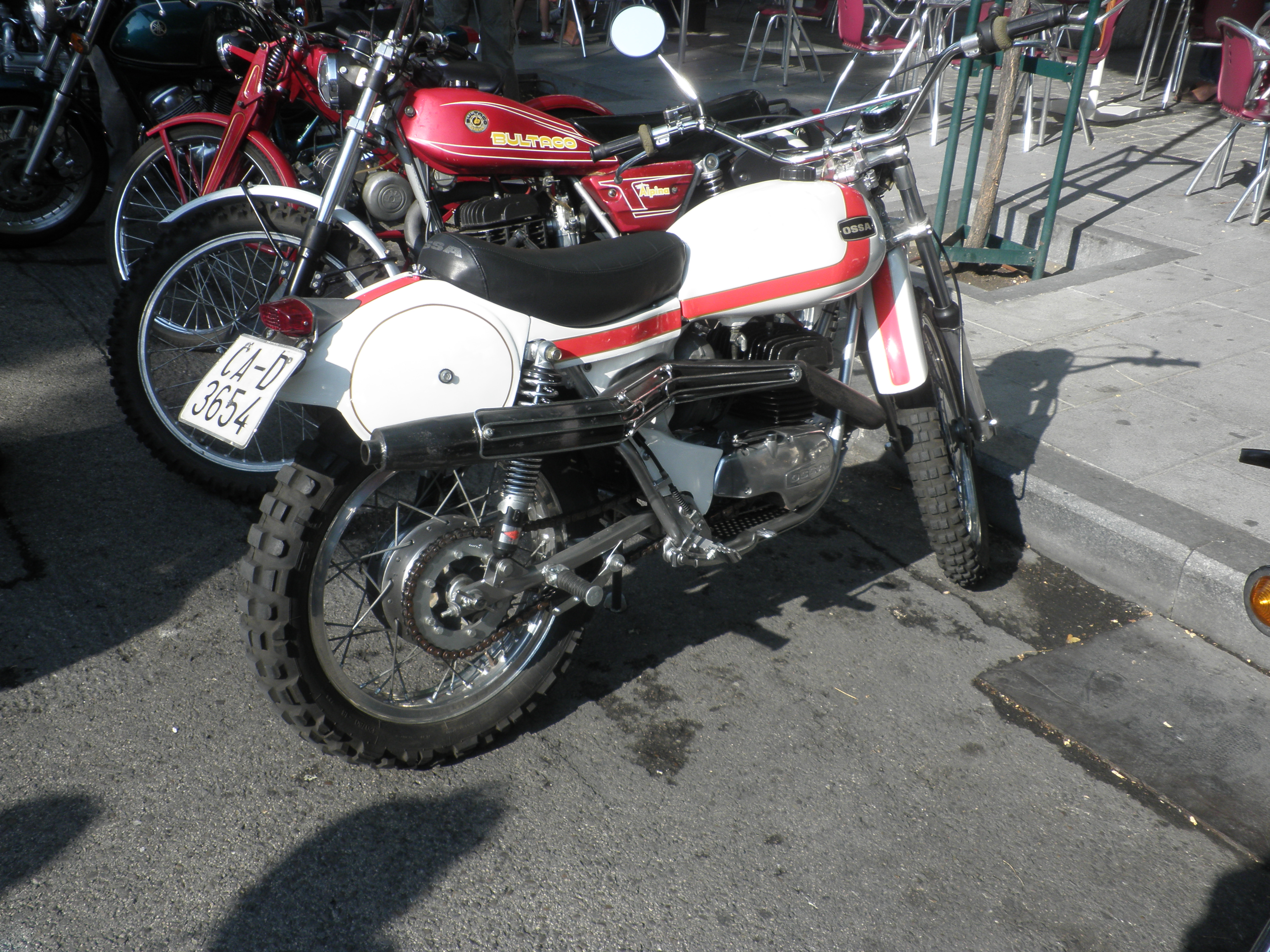
Enduro 1973

La marca OSSA fue una de las más destacadas en la especialidad de trial, donde junto con el piloto británico Mick Andrews obtuvo grandes resultados deportivos, como victorias en los Seis Días de Trial de Escocia (SSDT) y en 1971 el campeonato de Europa, considerado entonces como el mundial, ya que no existía otra competición de mayor nivel. Esta colaboración dio lugar a uno de los modelos míticos de esta marca, la OSSA 250 M.A.R. (Mick Andrews Replica). En 1973, Andrews abandonó la marca para irse con Yamaha, lo que no impidió que otros pilotos siguieran con las sucesivas Ossa de trial que fueron apareciendo durante la década de los 70. En 1979, volvería Andrews a Ossa, momento en que apareció en modelo TR.
Aunque en menor medida que en el trial, OSSA también destacó en la especialidad de motocross con su modelo Phanton, presentado en 1973. Ofrecida en varias cilindradas, la más popular fue la Phanton 250, una moto muy ligera y manejable, producida entre 1974 y 1977. El modelo obtuvo algunos éxitos internacionales en manos de pilotos como Håkan Carlqvist, John Banks o Claude Jobé.  Se destinaron principalmente a exportación, 75 % de la ventas, ya que en España había pocas competiciones de esta modalidad. Por otro lado, también se produjo la Desert, un modelo de enduro derivado de la Phanton destinado a las carreras por el desierto y pruebas de larga duración, muy habituales en los EE. UU.

## Desaparición
A finales de los 70, la situación de Ossa era muy complicada debido a la crisis del sector industrial que se vivía en España. Sin el mercado de exportación, la supervivencia de la empresa se jugó a la carta de las ventas interiores. Asimismo, la situación se agravó por los conflictos laborales que afectaban a la empresa. En 1979, la familia Giró se desvinculó de Ossa y una cooperativa de los empleados dirigida por Mario Borrás se hizo cargo de la gestión de la empresa. Con objeto de mejorar las ventas, se lanzaron modelos como la 250 T Copa (reconocible por su desproporcionada cúpula), la Copa 250 Fórmula 3 —destinada al Campeonato Motociclismo Series—, la económica TE 250 y la Urbe. Esta última fue una apuesta arriesgada. Se trataba de una moto urbana de 250 cm³  y bajo mantenimiento, en la que destacaban su carenado integral y sus maletas laterales integradas. El modelo, muy criticado por su estética, no llegó a cuajar en el mercado: se produjeron menos de 500 ejemplares entre 1982 y 1984. De la Copa 250 Fórmula 3 se vendieron 2500 unidades, un éxito dadas las circunstancias, y podrían haber sido más si la capacidad productiva lo hubiese permitido, pues la demanda era alta. Otros proyectos se frustraron antes de llegar a la producción, como la Petit —una moto de trial para los más pequeños— y la TR Domino, un modelo trialero de líneas modernas.
La producción se mantuvo hasta 1984, año en que la crisis general de la industria motociclista española se hizo más aguda como consecuencia de la entrada en el mercado de las motocicletas japonesas, mucho más competitivas y avanzadas tecnológicamente. Antes del cierre definitivo, hubo un último intento a la desesperada de salvar al sector. La Generalidad de Cataluña alcanzó un acuerdo con los fabricantes implicados, que contemplaba la fusión de Ossa con Montesa y Derbi con Bultaco, además de una reducción de plantilla y una aportación de capital público y privado. Sin embargo, el Ministerio de Industria de España ni siquiera consideró el plan presentado por el Gobierno autonómico catalán y el sector quedó fuera de la reconversión industrial. Al final, fueron más de 180 000 motocicletas las que salieron de la fábrica de Ossa —que llegó a tener 400 empleados— durante sus 38 años de vida.

## Renacimiento de la marca a comienzos delsigloXXI
Ossa fue refundada en 2008 por Joan Gurt y Jordi Cuxart, en principio con el propósito de producir motocicletas de trial y ropa. El primer modelo de la nueva era fue la moto de trial OSSA TR 280i, creada con la colaboración del excampeón del mundo de trial Marc Colomer, que fue presentada en 2009. Su principal aportación técnica fue la de desarrollar un sistema de inyección electrónica para su motor de 2T. En 2012 se amplió la gama con la Explorer 280 i, un modelo dirigido a excursionistas que empleaba algunos componentes de menor calidad para abaratar su precio. En 2013, aparecerían las variantes de 125, 250 y 300 cm³ de la TRi. Además, la gama de la TRi se completaba con las versiones Factory y Factory R, que se diferenciaban del modelo base por montar algunas piezas especiales.

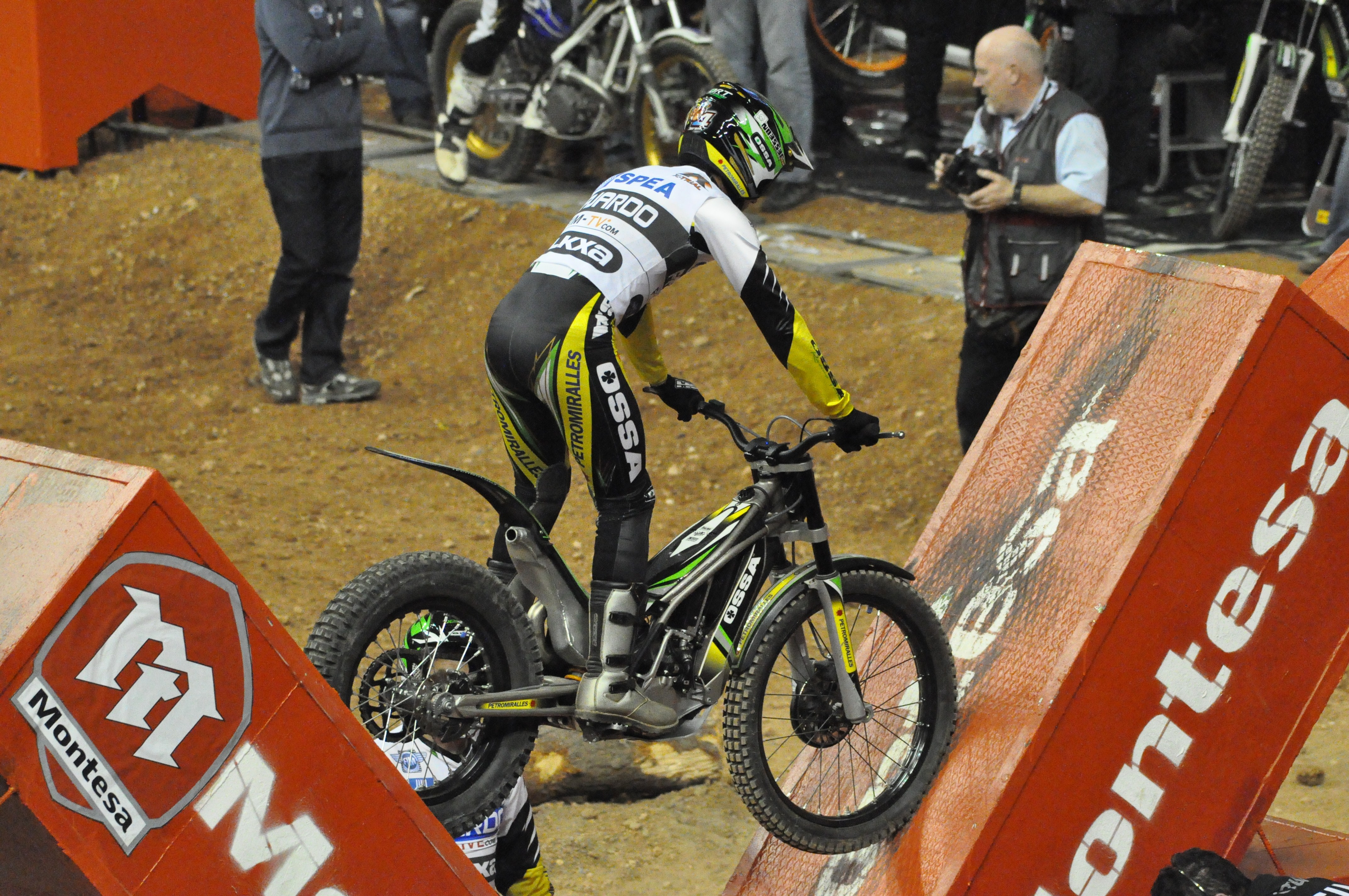
Ossa TRi 280

En 2014, Gas Gas y Ossa negociaron su fusión. La idea era que Ossa fuera absorbida por Gas Gas y trasladase la producción a la fábrica de esta en Salt (Gerona). El acuerdo preveía que los dueños de Ossa cobrarían un fijo por licencia. Sin embargo, las dificultades financieras de Gas Gas la obligaron a presentar un preconcurso de acreedores todavía en 2014 y como consecuencia de ello se paralizó la producción de las Ossa. A finales de 2015, Torrot compró Gas Gas, presentando un plan para reflotar la marca. Los nuevos gestores se desentendieron de Ossa.
En 2017, ya desvinculados de Torrot y Gas Gas y después de dos años con la actividad productiva parada, los dueños de Ossa anunciaron el lanzamiento de una bicicleta eléctrica, la Spinta e.CP20. En el comunicado de presentación expresaron que no descartaban producir motocicletas de nuevo.